# Iványi Antal (színművész)
Iványi Antal (Kassa, 1873. március 17. – Budapest, 1949. március 2.) színész.

## Életútja
Iskoláit szülőhelyén végezte, majd a színipályára lépett. 1888-ban Kecskeméten Balassa Károly színtársulatához szerződött. Hamarosan az elsők sorába került, különösen rokonszenves megjelenése, szorgalma és nemes ambiciója a siheder (naturburs) szerepek legjobb ábrázolói köze sorozta. Innen Kolozsvárra, majd 1896-ban Budapestre, a Magyar Színházhoz szerződtették, ahol az Aranylakodalom Mikulák Janó szerepében egy csapásra kedvenc, elsőrangú tagja lett a színháznak. Innen 1900-ban újból Kolozsvárra ment, majd 1903-05-ben Aradon, Debrecenben, 1905 és 1909 között Szegeden működött és általános szeretetét vívta ki úgy a közönségnek, mint a sajtónak. Mint színész főleg a siheder és szalonkomikus szerepekben tűnt ki páratlan kedélyével, melegszívvel, jellemző természetes játékával adott életet szerepeinek. A világháborút mint katona küzdötte végig. Felesége Vásárhelyi Vilma színésznő (sz. 1878. szeptember 9-én, Temesvárt).
1924-ben nyugdíjba vonult. Egészen a legutolsó napjaiig derűsen nótázott és időnként statisztált a Nemzeti Színházban. 1949. március 1-jén este rosszul lett, s a Jászai Mari Színészotthonban másnap reggel 9 órakor csendesen elhunyt.

## Fontosabb színházi szerepei
- Bagó (Kacsoh P.: János vitéz)
- Tom (Bokor J.: A kis alamuszi)
- Polilla (Moreto y Cabana: Közönyt közönnyel)